# Euhesma platyrhina
Euhesma platyrhina är en biart som först beskrevs av Cockerell 1915.  Euhesma platyrhina ingår i släktet Euhesma och familjen korttungebin. Inga underarter finns listade i Catalogue of Life.

## Bildgalleri

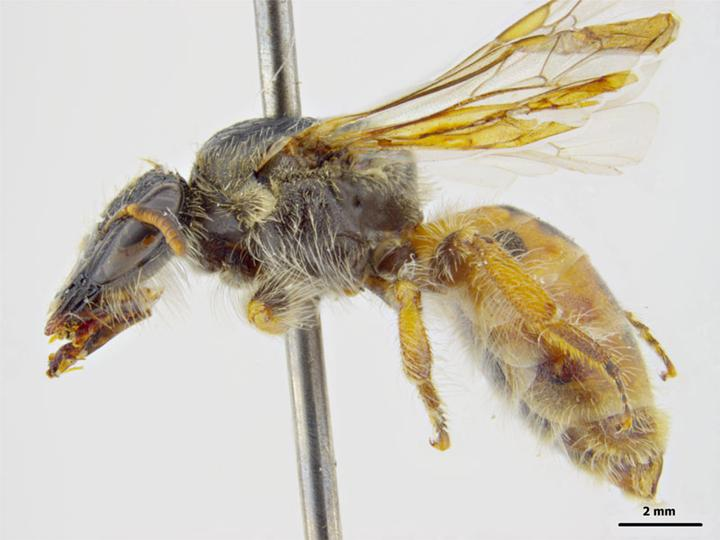
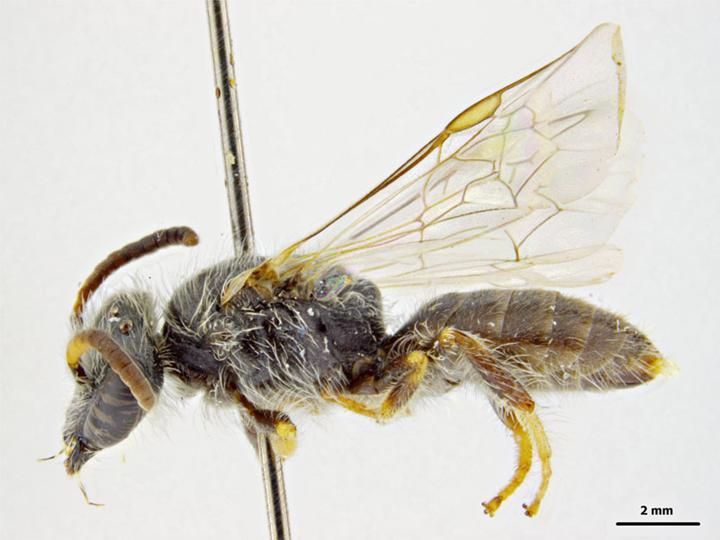